# Perigea agnonia
Perigea agnonia là một loài bướm đêm trong họ Noctuidae.